# Ново-Село (Купрес)
Ново-Село (серб. Ново Село) —  населённый пункт (село) в Республике Сербской, Босния и Герцеговина. Центр общины Купрес, которая относится к субрегиону Мрконич-Град региона Баня-Лука. 

## Население
Численность населения населённого пункта Ново-Село по переписи 2013 года составила 126 человек.
Этнический состав населения населённого пункта по переписи 1991 года:
- сербы — 319 (99,68%)
- хорваты — 1 (0,31%)
- всего 320